# Phascogale calura
Phascogale calura là một loài động vật có vú trong họ Dasyuridae, bộ Dasyuromorphia. Loài này được Gould mô tả năm 1844.

## Hình ảnh

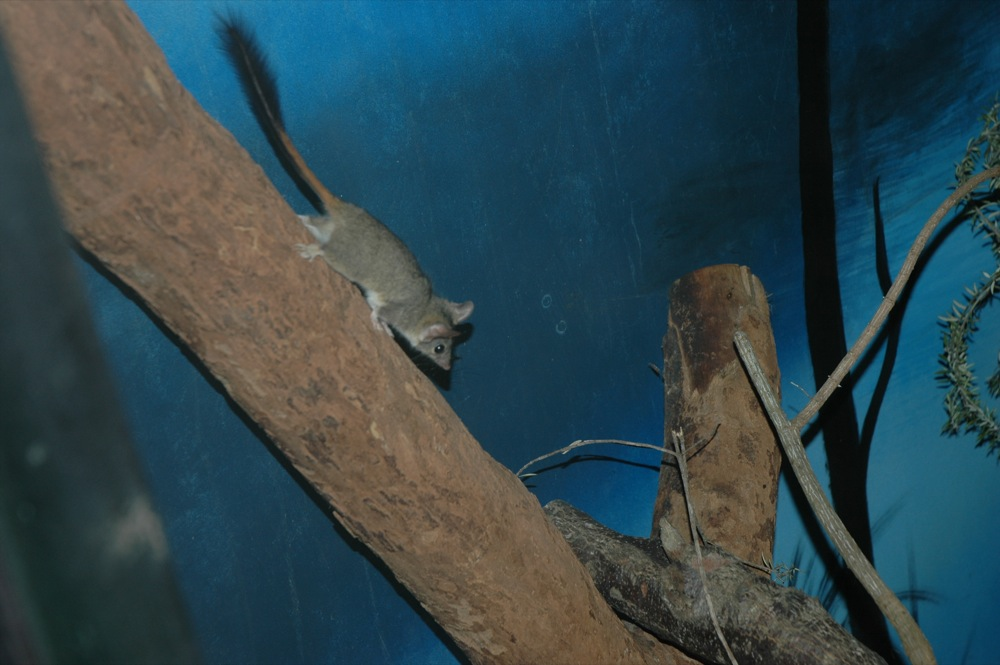
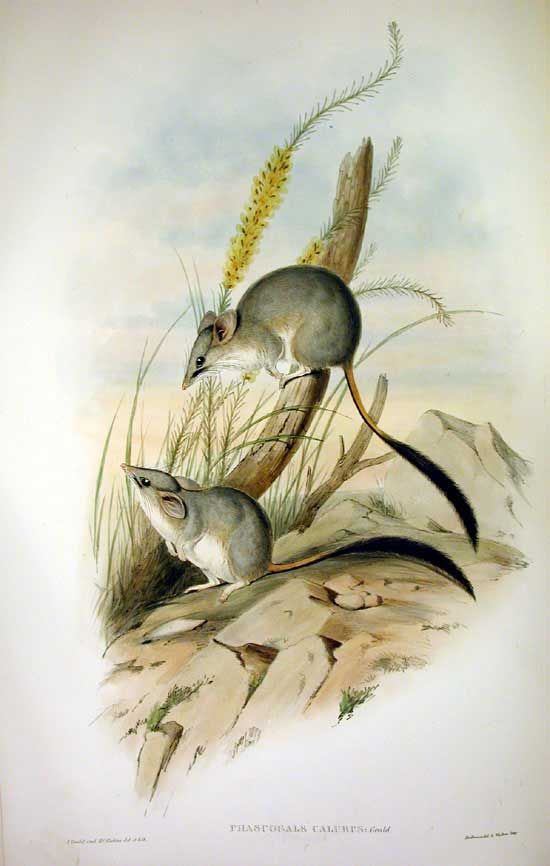